# Andy Robertson
Andrew Henry Robertson MBE (sinh ngày 11 tháng 3 năm 1994) là một cầu thủ bóng đá chuyên nghiệp người Scotland hiện đang thi đấu ở vị trí hậu vệ trái cho câu lạc bộ Premier League Liverpool và là đội trưởng của đội tuyển bóng đá quốc gia Scotland. Nổi tiếng nhờ lối chơi giàu thể lực, tinh thần thi đấu cao, nhãn quan chiến thuật tốt và khả năng tạt bóng siêu hạng, anh được đánh giá là một trong những hậu vệ xuất sắc nhất thế giới trong thế hệ của mình.
Anh bắt đầu sự nghiệp cầu thủ chuyên nghiệp vào năm 17 tuổi thông qua việc trưởng thành từ lò đào tạo Celtic và Queen's Park (không phải Queen's Park Rangers). Cầu thủ này có trận ra mắt cho câu lạc bộ Queen's Park ở Scotland Challenge Cup, và ghi 1 bàn thắng trên chấm 11m trước Berwick Rangers. Chỉ một năm sau khi ra mắt CLB Queen's Park, Andrew Robertson gia nhập CLB Dundee United tại giải vô địch Scotland và thi đấu xuất sắc. Chỉ sau một mùa giải với 44 lần ra sân, anh gia nhập câu lạc bộ Hull City tại Anh. Andrew Robertson thi đấu cho Hull City ba mùa giải, trong đó có hai mùa giải tại Ngoại hạng Anh và một mùa giải tại Championship (giải hạng Nhất Anh). Anh có 115 lần ra sân cho Hull, một con số ấn tượng.
Andrew Robertson sau đó được Liverpool mua về với giá 8 triệu bảng. Đến với Anfield từ câu lạc bộ đã xuống hạng là Hull City, không ai có thể ngờ rằng sự nghiệp của Robertson lại thăng hoa tột độ trong màu áo Liverpool. Với một huấn luyện viên ưa thích pressing như Jürgen Klopp, Robertson là một sự lựa chọn hoàn hảo để được đá chính. Sau ba mùa giải, Andrew Robertson đá 124 trận cho Liverpool, ghi 4 bàn thắng và có nhiều danh hiệu cao quý, với đỉnh cao là chức vô địch UEFA Champions League mùa 2018/2019 và chức vô địch Premier League mùa 2019/2020.
Robertson có trận ra mắt màu áo đội tuyển quốc gia vào năm 2014, đến tháng 9 năm 2018, anh được chọn làm đội trưởng của đội tuyển. Kể từ đó, anh đại diện cho đất nước tham dự hai kỳ UEFA Euro vào các năm 2020 và 2024.

## Thống kê sự nghiệp

### Câu lạc bộ
Tính đến ngày 25 tháng 5 năm 2025
| Câu lạc bộ          | Mùa giải            | Giải đấu                | Giải đấu | Giải đấu | Cúp quốc gia | Cúp quốc gia | Cúp liên đoàn | Cúp liên đoàn | Châu Âu | Châu Âu | Khác | Khác | Tổng cộng | Tổng cộng |
| Câu lạc bộ          | Mùa giải            | Hạng đấu                | Trận     | Bàn      | Trận         | Bàn          | Trận          | Bàn           | Trận    | Bàn     | Trận | Bàn  | Trận      | Bàn       |
| ------------------- | ------------------- | ----------------------- | -------- | -------- | ------------ | ------------ | ------------- | ------------- | ------- | ------- | ---- | ---- | --------- | --------- |
| Queen's Park        | 2012–13             | Scottish Third Division | 34       | 2        | 2            | 0            | 3             | 0             | —       | —       | 4    | 0    | 43        | 2         |
| Dundee United       | 2013–14             | Scottish Premiership    | 36       | 3        | 5            | 2            | 3             | 0             | —       | —       | —    | —    | 44        | 5         |
| Hull City           | 2014–15             | Premier League          | 24       | 0        | 0            | 0            | 0             | 0             | 0       | 0       | —    | —    | 24        | 0         |
| Hull City           | 2015–16             | Championship            | 42       | 2        | 2            | 0            | 5             | 1             | —       | —       | 3    | 1    | 52        | 4         |
| Hull City           | 2016–17             | Premier League          | 33       | 1        | 2            | 0            | 4             | 0             | —       | —       | —    | —    | 39        | 1         |
| Hull City           | Tổng cộng           | Tổng cộng               | 99       | 3        | 4            | 0            | 9             | 1             | 0       | 0       | 3    | 1    | 115       | 5         |
| Liverpool           | 2017–18             | Premier League          | 22       | 1        | 1            | 0            | 1             | 0             | 6       | 0       | —    | —    | 30        | 1         |
| Liverpool           | 2018–19             | Premier League          | 36       | 0        | 0            | 0            | 0             | 0             | 12      | 0       | —    | —    | 48        | 0         |
| Liverpool           | 2019–20             | Premier League          | 36       | 2        | 1            | 0            | 0             | 0             | 8       | 1       | 4    | 0    | 49        | 3         |
| Liverpool           | 2020–21             | Premier League          | 38       | 1        | 1            | 0            | 0             | 0             | 10      | 0       | 1    | 0    | 50        | 1         |
| Liverpool           | 2021–22             | Premier League          | 29       | 3        | 4            | 0            | 4             | 0             | 10      | 0       | —    | —    | 47        | 3         |
| Liverpool           | 2022–23             | Premier League          | 34       | 0        | 2            | 0            | 1             | 0             | 5       | 0       | 1    | 0    | 43        | 0         |
| Liverpool           | 2023–24             | Premier League          | 23       | 3        | 2            | 0            | 1             | 0             | 4       | 0       | —    | —    | 30        | 3         |
| Liverpool           | 2024–25             | Premier League          | 33       | 0        | 0            | 0            | 4             | 0             | 8       | 0       | —    | —    | 45        | 0         |
| Liverpool           | 2025–26             | Premier League          | 0        | 0        | 0            | 0            | 0             | 0             | 0       | 0       | 0    | 0    | 0         | 0         |
| Liverpool           | Tổng cộng           | Tổng cộng               | 251      | 10       | 11           | 0            | 11            | 0             | 63      | 1       | 6    | 0    | 342       | 11        |
| Tổng cộng sự nghiệp | Tổng cộng sự nghiệp | Tổng cộng sự nghiệp     | 420      | 18       | 22           | 2            | 26            | 1             | 63      | 1       | 13   | 1    | 544       | 23        |

1. ↑  Bao gồm Scottish Cup, FA Cup
2. ↑  Bao gồm Scottish League Cup, EFL Cup
3. ↑  Hai lần ra sân tại Scottish Challenge Cup, hai lần ra sân tại Scottish Second Division play-offs
4. ↑  Số lần ra sân tại Championship play-offs
5. 1 2 3 4 5 6 7  Số lần ra sân tại UEFA Champions League
6. ↑  Một lần ra sân tại FA Community Shield, một lần ra sân tại UEFA Super Cup, hai lần ra sân tại FIFA Club World Cup
7. 1 2  Ra sân tại FA Community Shield
8. ↑  Số lần ra sân tại UEFA Europa League

### Quốc tế
Tính đến ngày 9 tháng 6 năm 2025
| Đội tuyển quốc gia | Năm       | Trận | Bàn |
| ------------------ | --------- | ---- | --- |
| Scotland           | 2014      | 5    | 1   |
| Scotland           | 2015      | 3    | 0   |
| Scotland           | 2016      | 4    | 0   |
| Scotland           | 2017      | 8    | 1   |
| Scotland           | 2018      | 8    | 0   |
| Scotland           | 2019      | 6    | 1   |
| Scotland           | 2020      | 6    | 0   |
| Scotland           | 2021      | 15   | 0   |
| Scotland           | 2022      | 5    | 0   |
| Scotland           | 2023      | 7    | 0   |
| Scotland           | 2024      | 13   | 1   |
| Scotland           | 2025      | 4    | 0   |
| Tổng cộng          | Tổng cộng | 84   | 4   |

### Bàn thắng quốc tế
Tính đến ngày 9 tháng 6 năm 2025. Bàn thắng và kết quả của Scotland được để trước
| # | Ngày                 | Địa điểm                         | Đối thủ | Bàn thắng | Kết quả | Giải đấu                      |
| - | -------------------- | -------------------------------- | ------- | --------- | ------- | ----------------------------- |
| 1 | 18 tháng 11 năm 2014 | Celtic Park, Glasgow, Scotland   | Anh     | 1–2       | 1–3     | Giao hữu                      |
| 2 | 1 tháng 9 năm 2017   | Sân vận động LFF, Vilnius, Litva | Litva   | 2–0       | 3–0     | Vòng loại FIFA World Cup 2018 |
| 3 | 8 tháng 6 năm 2019   | Hampden Park, Glasgow, Scotland  | Síp     | 1–0       | 2–1     | Vòng loại UEFA Euro 2020      |
| 4 | 18 tháng 11 năm 2024 | Stadion Narodowy, Warsaw, Ba Lan | Ba Lan  | 2–1       | 2–1     | UEFA Nations League 2024–25   |

## Danh hiệu

### Câu lạc bộ
Liverpool
- Premier League: 2019–20, 2024–25
- FA Cup: 2021–22
- EFL Cup: 2021–22, 2023–24
- FA Community Shield: 2022
- UEFA Champions League: 2018–19
- UEFA Super Cup: 2019
- FIFA Club World Cup: 2019